# ユー・アー・マイ・サンシャイン (曲)
ユー・アー・マイ・サンシャイン（You Are My Sunshine）は、アメリカのポピュラーソング。作詞・作曲はジミー・デイビスとチャールズ・ミッチェル。
ただし、オリジナルの作者については議論がある。

## 概要
1939年にマーヴィン・テイラーとダグ・スパイビーのパイン・リッジ・ボーイズ（Pine Ridge Boys）によって初録音された。1940年には作詞・作曲したデイビスとミッチェルが「Jimmie Davis with Charles Mitchell's Orchestra」名義で録音した。また、同年公開の映画「Take Me Back to Oklahoma」の挿入歌として使用された。その後、多くの歌手によってカバーされ、今なお多くのアメリカ国民の間で定着している。日本でも戦後復興の時期に流行したのをきっかけに、広く知られている。ジミー・デイビスは、後にルイジアナ州知事となり、その際の選挙活動にもこの曲は使われた。現在ルイジアナ州の州歌にもなっている。
1962年には、レイ・チャールズによるカバーが大ヒットし、『ビルボード』誌のR&Bチャートで1位に達した。

## 所有権の議論
ロックフォード研究所の雑誌「クロニクルズ」の記事によると、この曲の真の作者はジョージア州ラグレンジのオリバー・フッドだったという。彼は、デイヴィスが著作権を取得して出版する前に、すべての権利とともにその曲をポール・ライスから購入したため、実際に著作者であることを主張したことはないと主張しているが、これは第二次世界大戦前の音楽業界では珍しくない行為であった。この曲の初期のバージョンにはライス兄弟の名前が記載されているものもあるが、ライスと協力した音楽家オリバー・フッドの子孫や関係者らは、フッドが1930年代初頭にこの曲を書き、1933年に退役軍人会で初演奏したと述べている。

## その他
日本では、1995年にフルモデルチェンジで登場したホンダのEK型シビックおよびシビックフェリオのCMソングとして採用され、3ドアは出演していた松雪泰子が本作をCM内で歌唱しており、一方のフェリオにおいては、レイ・チャールズ本人が出演したうえで先述のカバー版を歌唱していた。
1996年度上半期のJASRACの著作権使用料分配額（外国作品）ランキングで総合1位にランクインされた。
なお、2009年に公開されたアニメ映画ホッタラケの島の挿入歌にも使用された。